# Ulan-Ude
Ulan-Ude – burját:Ulán-Üde,  1783-ig Ugyinszk (Удинск), 1934-ig Verhnyeugyinszk (Верхнеудинск) –, város Oroszország kelet-szibériai részén, Burjátföld fővárosa. Mai nevének jelentése burját nyelven Vörös Ude, ahol az Ude a várost átszelő folyó neve.
Lakossága: 404 426 fő (a 2010. évi népszámláláskor).

## Fekvése
Ulan-Ude a Transzszibériai vasútvonal 5641. km-énél a Szelenga völgyében a folyó jobb partján, az Uda torkolatánál terül el. A völgyet a Hamar-Daban és az Ulan-burgaszi hegységek fogják közre.

## Története
Ugyinszkoje települését 1666-ban portyázó kozákok alapították, mint téli szálláshelyet. 1678-ban már mint cölöpvárat tartották nyilván, az orosz kozák csapatok fontos támaszpontja volt a keleti terjeszkedés idején. 1775-ben kapott városi jogokat és címert. Ekkor a város az Irkutszki kormányzóság része volt.
1900-ban érkezett Ulan-Udébe az első vonat Szentpétervárról a Transzszibériai vasútvonalon, ez felgyorsította a város fejlődését.
1923-ban megalakult a Burját-Mongol Autonóm Szovjet Szocialista Köztársaság. 1934-ben kapta a város a mai Ulan-Ude nevet.

## Népesség
- 1989-ben 352 530 lakosa volt.
- 2002-ben 359 391 lakosa volt, melynek 73,1%-a orosz, 21,4%-a burját.
- 2010-ben 404 426 lakosa volt, melyből 251 071 orosz (62,1%), 128 968 burját (31,9%), 2 386 ukrán, 2 065 tatár, 1 082 örmény, 852 kínai, 806 azeri, 789 kirgiz, 737 üzbég, 631 tuva, 516 fehérorosz, 413 evenk, 314 koreai, 284 kazah, 270 német, 263 zsidó, 254 mongol, 251 csuvas, 210 baskír stb.

## Gazdasági élet
Ulan-Ude legismertebb ipari létesítménye az 1939-ben alapított Ulan-udei Repülőgépgyár, amely repülőgépeket és helikoptereket is gyárt.
A második világháború idején a Pe–2-es zuhanóbombázókat és La–5-ös vadászgépeket gyártotta az üzem. A háborút követően itt készült a sugárhajtóműves vadászgépek első generációjához tartozó MiG–15 kétüléses változata, a MiG–15UTI.
A helikopter gyártás 1956-ban indult az üzemben a Ka–15-tel amelyet az 1960-as évek végén, az 1970-es évek elején a Ka–25-ös váltott fel. Az 1960-as években a gyárban robotrepülőgépek is készültek és a polgári légi forgalom számára gyártották az An–24B-es utasszállító repülőgépeket.
1977-ben kezdődött a MiG–27M gyártása. Jelenleg az Ulan-udei Repülőgépgyár a Mi–8T és a Mi–171-es helikoptereket és a Szu–25 és a Szu–39-es csatarepülőgépeket gyártja.
A város másik jelentős ipari létesítménye az 1960-ban alapított Ula-udei Műszergyártó Termelési Egyesülés, amely a volt Szovjetunió, illetve a jelenlegi Oroszország egyik legnagyobb, repülőgépműszereket előállító vállalata. Az utóbbi időkben járművekhez is gyártanak műszereket és elektromos berendezéseket.

## Közlekedés
Ulan-Ude Kelet-Szibéria fontos közlekedési csomópontja. Itt ágazik le a Transzszibériai vasútvonalból a Transzmongol vasútvonal. Ez közvetlen vasúti kapcsolatot biztosít Európa és Mongólia illetve Kína közt. Építését 1939-ben kezdték. 1947-1953 között itt működött a Gulag egyetlen nem szovjet területen található tábora, közel 50 000 fogoly dolgozott a vasútvonal építésén.
Itt ágazik el a Moszkvát a Távol-Kelettel összekötő autóút Mongólia irányába vezető ága is.
A Ulan-Ude repülőtere (Muhino IATA: UUD, ICAO: UIUU)  1926-tól hivatalos nemzetközi repülőtér. 1926-ban indult menetrend szerinti repülőgépjárat Ulan-Ude és Ulánbátor között. A repülőtér a KrasAir (Krasnoyarsk Airline) tulajdonában van és 2005-ben 151 000 utast szolgált ki. A KrasAir a MALÉV iránt érdeklődő potenciális vevők egyike. 2005-ben a MALÉV tenderen a KrasAir adta be a legkedvezőbb ajánlatot, azonban a magyar kormány a tendert megsemmisítette.
Ulan-Ude a Bajkál-tó keleti partjának  a központja. A tóparti településeket autóbusz járatok kötik össze a várossal.
A városi közlekedést autóbusz és villamos vonalak biztosítják.

## Oktatás
Ulan-Udében található az 1995-ben alapított Burját Állami Egyetem. Az egyetem hallgatóinak száma 2005-ben több mint 11 000 volt. A Burját Állami Egyetemnek kihelyezett tagozata van Mongólia fővárosában Ulánbátorban.

## Híres emberek
- Okszana Omeljancsik, tornász

## Testvértelepülések
- Tajpej, Tajvan
- Berkeley, Amerikai Egyesült Államok